# Université des sciences appliquées du Vorarlberg
Pour les articles homonymes, voir FHV.
L'Université des sciences appliquées du Vorarlberg (en allemand : Fachhochschule Vorarlberg ou FHV) à Dornbirn est une haute école spécialisée autrichienne.
Environ 1 370 étudiants sont formés aux programmes de licence et de master dans les domaines de l’économie, de la technologie, du design et des affaires sociales et de la santé. En outre, l'université attache une grande importance à la recherche et au développement. Elle coopère de manière intensive avec l'économie régionale et les institutions locales.

## Programmes d'étude
L’Université des sciences appliquées offre actuellement les programmes d’étude suivants :

### Programme de licence
- Durée : 6 semestres

Économie
- Gestion d'entreprise et affaires internationales (possible à temps plein et extra-professionnel)

Technologie
- Ingénierie électrique
- Mécatronique - génie mécanique
- Mécatronique (possible à temps plein et extra-professionnel)
- Ingénierie industrielle (extra-professionnel)
- Informatique - Ingénierie du logiciel et de l'information
- Informatique - Innovation numérique (début automne 2019 - Sous réserve d'accréditation d'AQ Autriche)

Design
- InterMedia

Affaires sociales et de la santé
- Santé et soins infirmiers (temps plein)
- Travail social (à temps plein et extra-professionnel possible)

### Programme de master
- Durée : 4 semestres
- Gestion d'entreprise (extra-professionnel):
  - Gestion des processus d'affaires
  - Comptabilité, contrôle de gestion et finance
  - Marketing international et vente
  - Ressources humaines et organisation
- Gestion et leadership international (extra-professionnel)
- Mécatronique
- Informatique
- InterMedia
- Travail social

### Centres de recherche
- Microtechnologie
- Technologies centrées sur l'utilisateur
- Ingénierie des procédés et des produits
- Sciences économiques et sociales
- Énergie
- Digital Factory Vorarlberg